# Lewisham
Lewisham è un quartiere di Londra situato nel borgo omonimo, a 9,5 chilometri a sud-est di Charing Cross.
Il quartiere è stato classificato come uno dei 35 "centri maggiori" (major centres) nel Piano di Londra, ma, tuttavia, il Consiglio del borgo di Lewisham ha indetto un piano che, migliorando il centro del quartiere, mira a trasformarlo in un "centro metropolitano" (metropolitan centre), rivaleggiando, così con i quartieri Bromley, Croydon e Kingston upon Thames.

## Storia
Per un millennio Lewisham fu una parrocchia del Kent nella diocesi di Rochester. Parte della centena di Blackheath, fu solo con la costituzione del Metropolitan Board of Works che venne coinvolta nelle vicende della capitale, e in questo quadro fu elevata a capo di un distretto comprendente anche Sydenham e Penge. Con la riforma amministrativa del 1900 della Contea di Londra, creata undici anni prima, a Lewisham fu aggregata Lee andando a formare il borgo metropolitano di Lewisham, che a sua volta nel 1965 incorporò Deptford trovando la sua attuale collocazione nel borgo londinese di Lewisham.